# Colonia degli artisti di Darmstadt

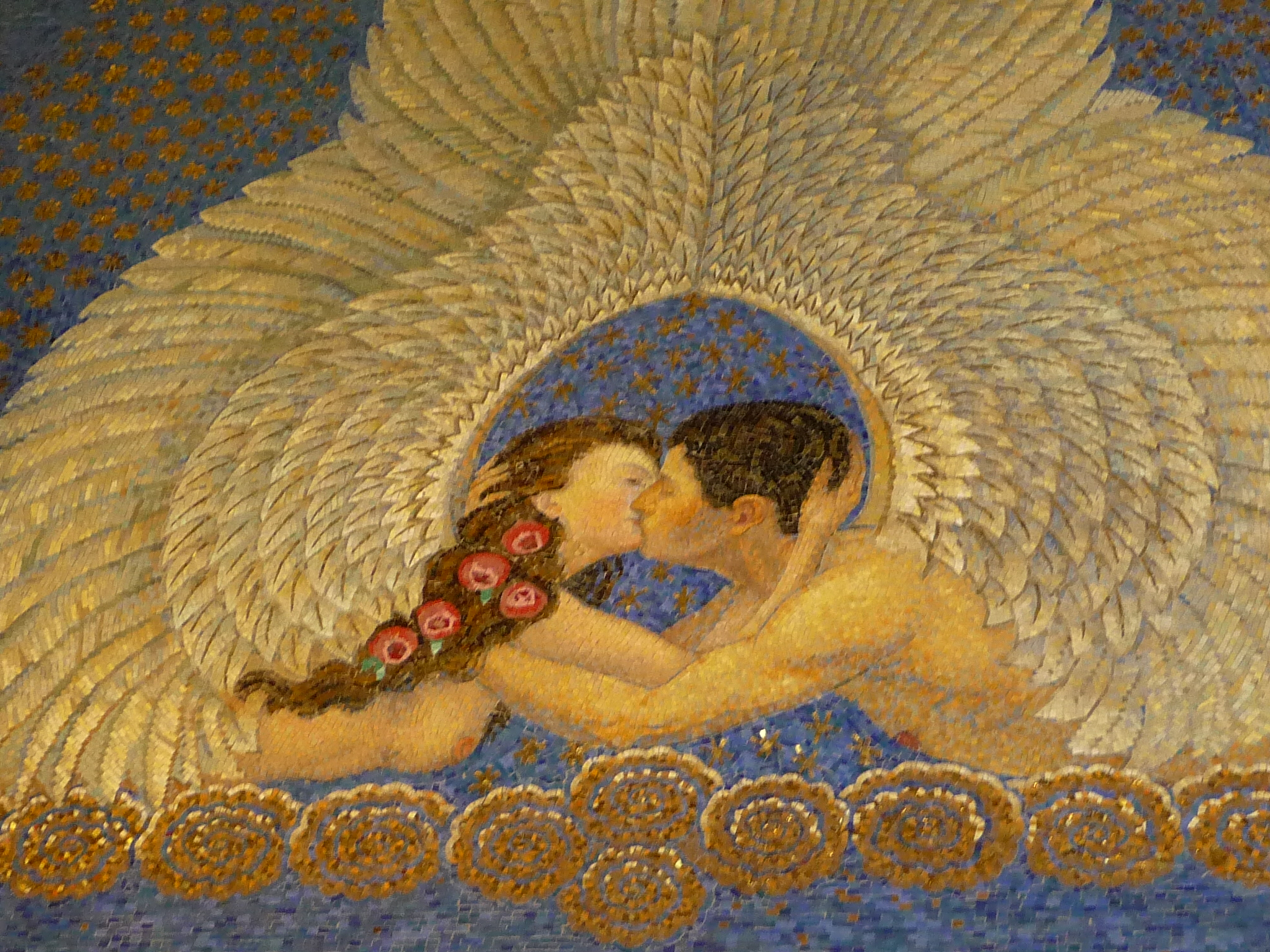
Mosaico Il bacio di Friedrich Wilhelm Kleukens (1914), posto a quasi 50 m di altezza sullHochzeitsturm ("Torre del matrimonio").

La locuzione Colonia degli artisti di Darmstadt (Darmstädter Künstlerkolonie in tedesco) si riferisce sia ad un gruppo di artisti dello Jugendstil, sia alle costruzioni della Mathildenhöhe ("Altura di Matilde") a Darmstadt, in cui vissero e produssero le loro opere tali artisti. Essi furono ampiamente finanziati da mecenati e lavorarono assieme a colleghi che idealmente condividevano il medesimo gusto estetico.
La colonia degli artisti nacque a Darmstadt intorno al 1900, patrocinata dal granduca d'Assia Ernst Ludwig von Hessen. Egli tentò di mettere in atto quell'idea della Guild of Handcrafts perseguita da vittoriani come Ruskin e Morris, realizzando un villaggio-atelier che comprendeva abitazioni-studio, un laboratorio-scuola e la sua stessa residenza. L'obiettivo della colonia era promuovere la crescita economica della regione mediante la presenza dei più importanti artisti di lingua tedesca, i cui lavori vengono presentati al pubblico in una serie di esposizioni; per questo motivo è possibile affermare che Darmstadt ha costituito una tappa intermedia fra la concezione dell'"arte per l'arte" e la successiva alleanza col mondo economico. Scopo della colonia era anche quello di raggiungere l'ideale di unità delle arti. Nel progetto furono coinvolti personaggi come J.M. Olbrich (il quale costruì il villaggio stesso), P. Behrens e G. Metzendorf. 
Quella di Darmstadt si rivelò col tempo una sperimentazione "timida" ed economicamente fallimentare (presentava costi altissimi), tuttavia contribuì, attraverso le varie esposizioni, a concretizzare gli ideali Arts and Crafts.

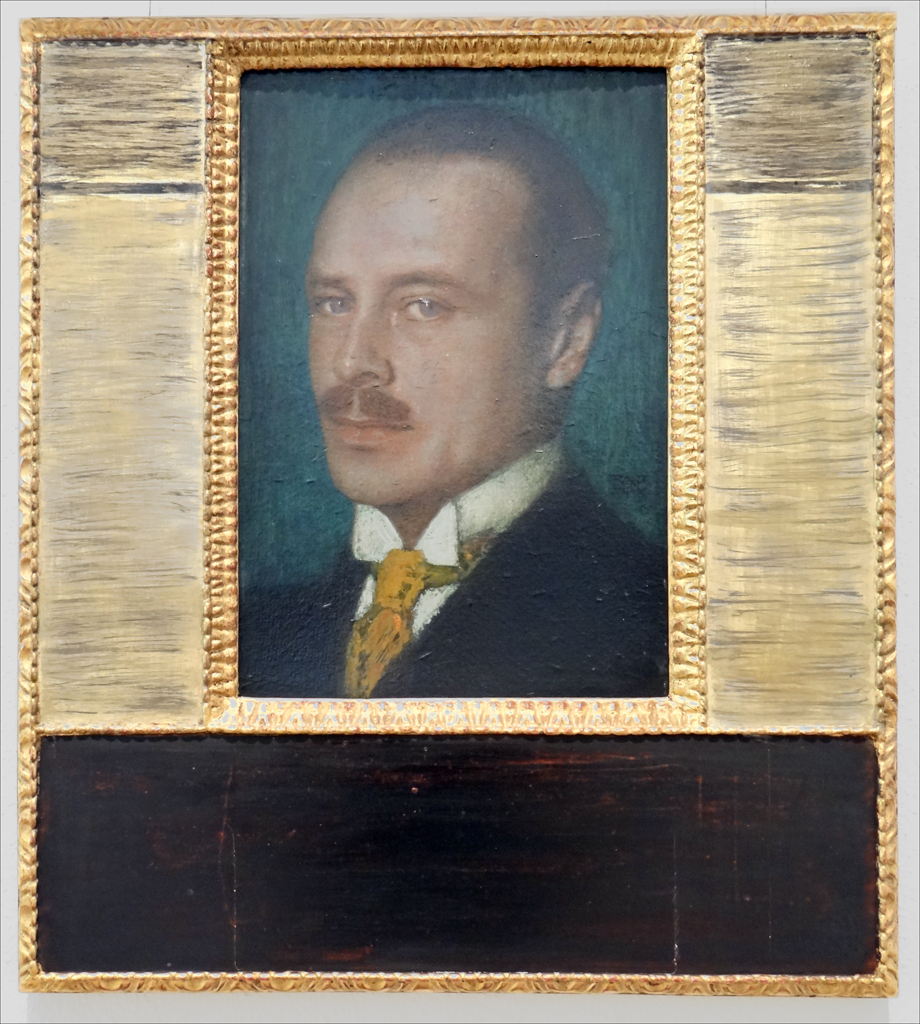
Ritratto del granduca Ernesto Luigi. Franz von Stuck, 1907, olio su tela, presso Museo della colonia d'artisti.

## Fondazione

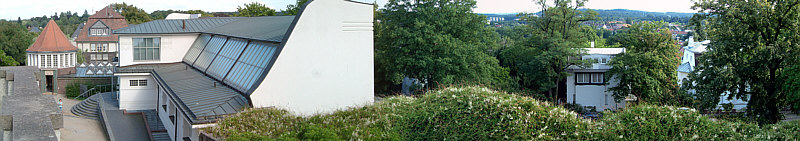
Panorama della casa di Ernesto Luigi

La colonia degli artisti fu istituita nel 1899 da Ernesto Luigi d'Assia. Il suo motto era: Mein Hessenland blühe und in ihm die Kunst ("Possa fiorire la mia Assia, ed anche l'arte in Assia"), e si aspettava che la combinazione di arte e commercio avrebbe conferito impulso economico alla sua terra. L'obiettivo degli artisti doveva essere lo sviluppo di forme di costruzione e di vita moderne e proiettate al futuro. A tal fine, Ernesto Luigi riunì a Darmstadt diversi artisti della Secessione Viennese e dello jugendstil tedesco: Peter Behrens, Paul Bürck, Rudolf Bosselt, Hans Christiansen, Ludwig Habich, Patriz Huber e Joseph Maria Olbrich.

## Prima mostra 1901
La prima esposizione della colonia degli artisti ebbe luogo nel 1901 con il titolo "Un documento dell'arte tedesca". La manifestazione era ospitata nelle singole case della colonia, nei relativi atelier e in varie costruzioni temporanee. La mostra si aprì il 15 maggio con un festival proposto da Peter Behrens e suscitò interesse ben oltre i confini di Darmstadt,  nondimeno si concluse con una rilevante perdita finanziaria in ottobre. Paul Bürck, Hans Christiansen e Patriz Huber lasciarono la colonia poco dopo, come avrebbero fatto nel giro di qualche anno anche Peter Behrens e Rudolf Bosselt.

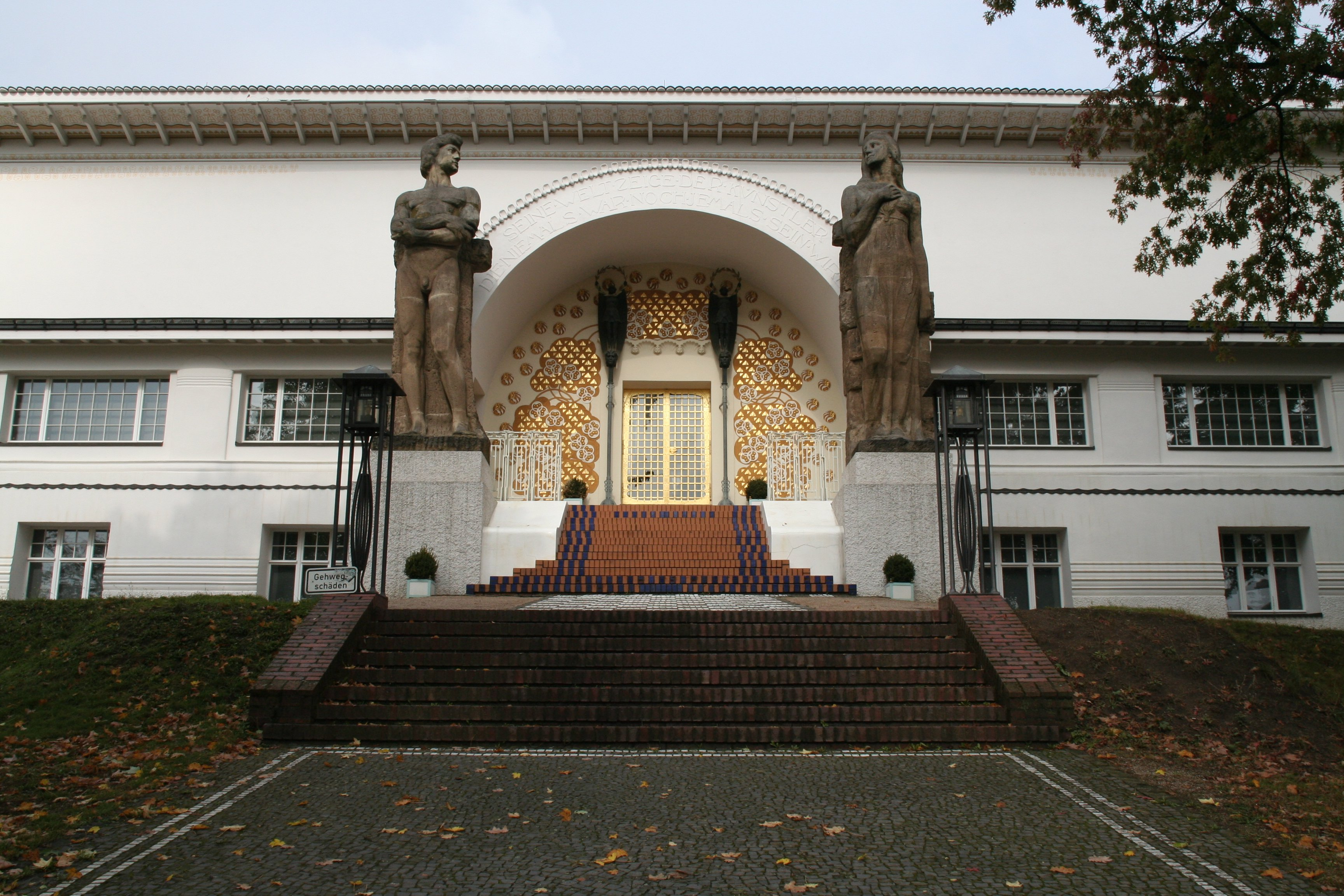
Casa di Ernesto Luigi

### Casa di Ernesto Luigi
La casa di Ernesto Luigi fu costruita in forma di atelier comune seguendo i progetti tracciati da Joseph Maria Olbrich. Olbrich aveva lavorato come architetto ed era la figura centrale del cenacolo artistico, mentre Peter Behrens era stato coinvolto solo come pittore ed illustratore. La prima pietra fu posata il 24 marzo 1900. L'atelier era sia un luogo di lavoro sia il punto di ritrovo per la colonia degli artisti. Al centro del piano principale si trova la sala riunioni con dipinti di Paul Bürck, con tre studi da artista per ogni lato. Ci sono due appartamenti interrati di artisti ed altre sale ipogee per finalità di affari. L'entrata è posta in una nicchia decorata con motivi floreali su una doratura. L'entrata è affiancata da due statue alte sei metri, opera di Ludwig Habich, dal soggetto "Uomo e donna" o "Forza e bellezza". Le case degli artisti erano raccolte attorno all'atelier. Verso la fine degli anni 1980 l'edificio fu ricostruito convertendolo in museo della Colonia degli artisti di Darmstadt.

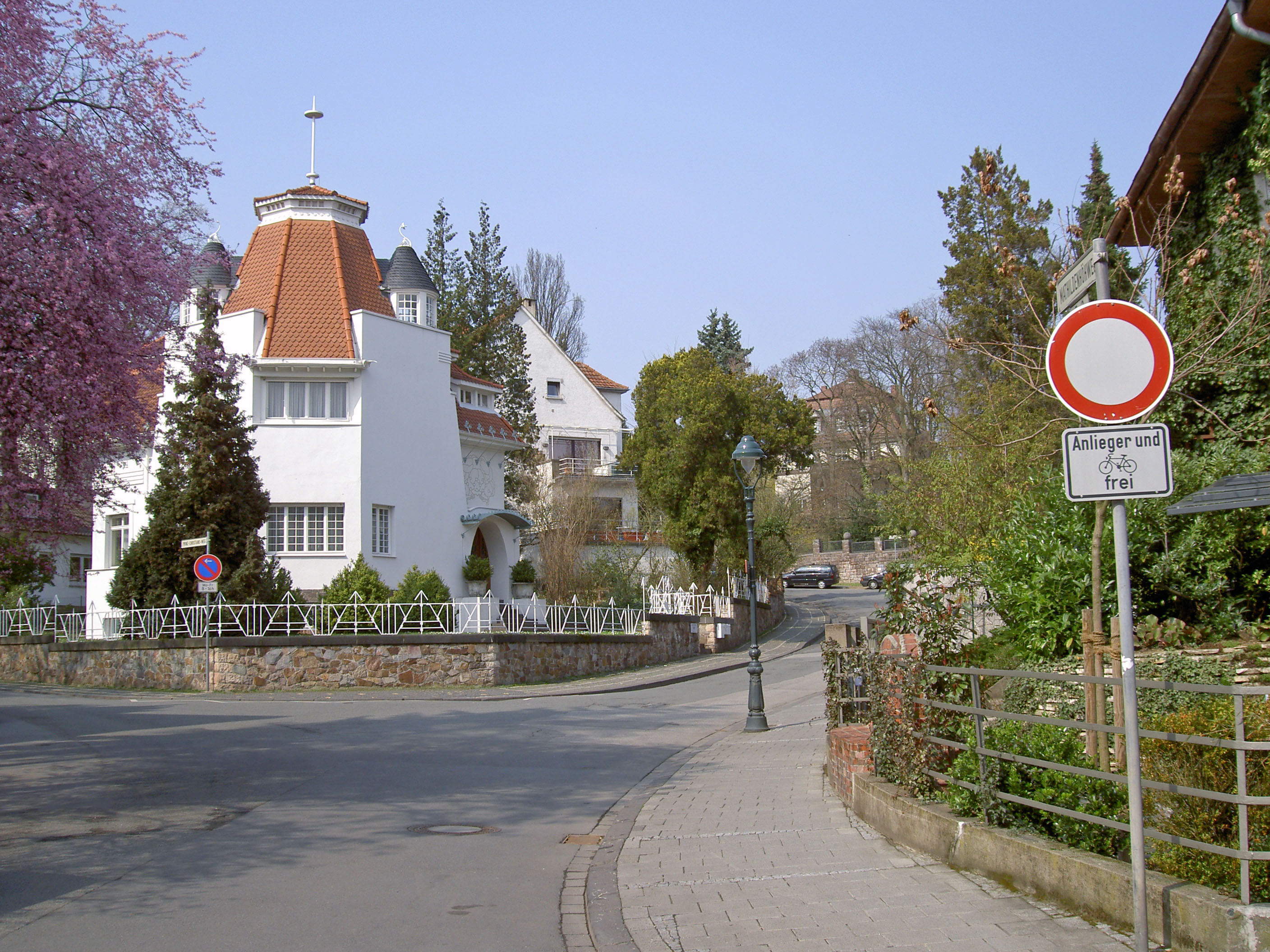
Casa di Wilhelm Deiters

### Le case degli artisti
Gli artisti potevano acquistare il terreno a prezzo di favore e costruire abitazioni destinate a far parte della mostra. C'era l'idea che i tentativi di combinare architettura, progettazione di interni, decorazioni e pittura sarebbero stati dimostrati con esempi concreti. Solo Olbrich, Christiansen, Habich e Behrens potevano permettersi di costruire case con il loro patrimonio, comunque alla prima esposizione ci furono otto case completamente arredate.

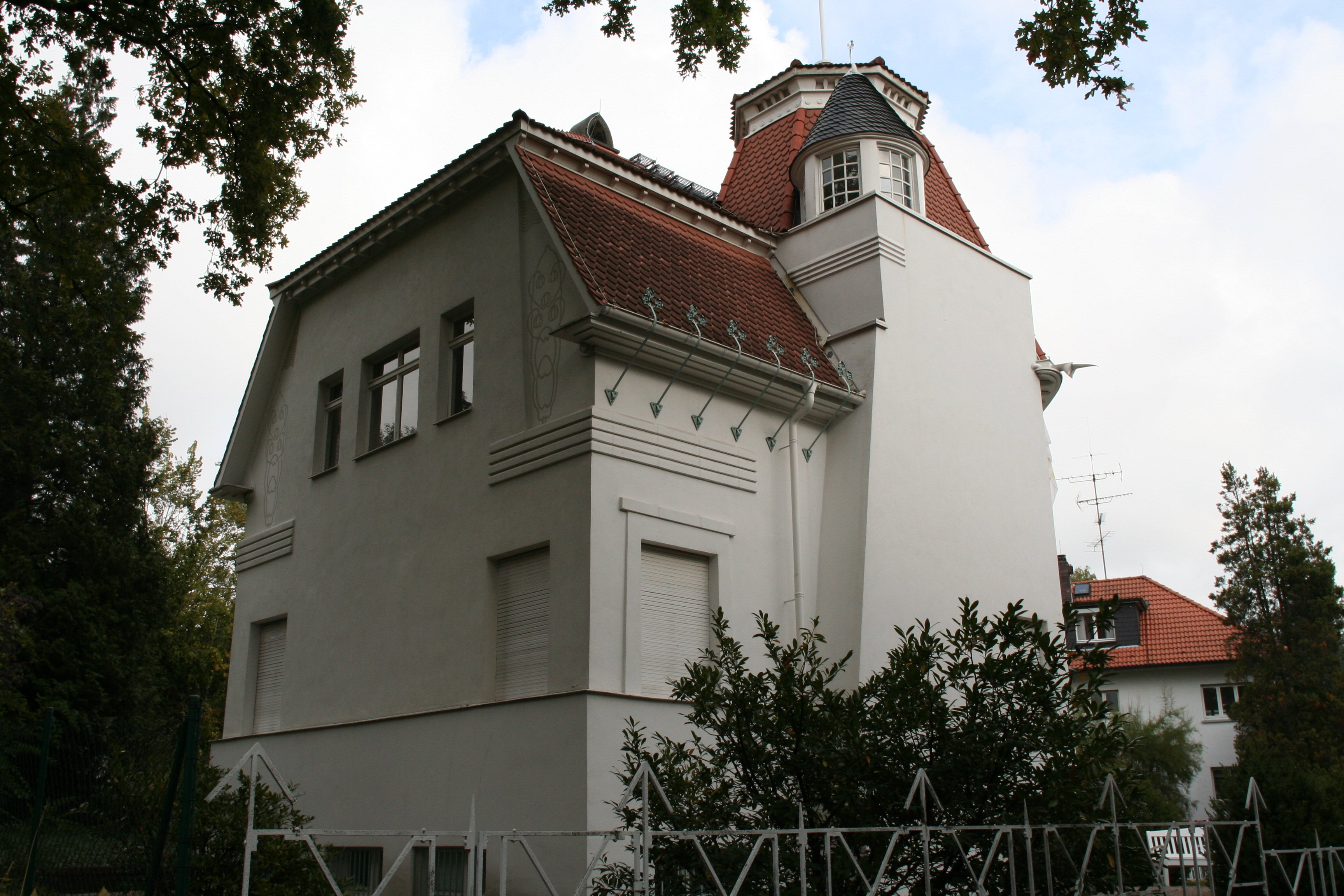
Casa di Wilhelm Deiters

#### Casa di Wilhelm Deiters
Wilhelm Deiters era il manager della colonia degli artisti. La sua casa fu progettata da Joseph Maria Olbrich, che curò anche l'arredamento del piano terra. È la casa più piccola e la sua forma particolare dipende dalla forma quadrata del terreno su cui fu eretta, giacente all'intersezione di due strade. Superò la guerra indenne e fu ripristinata nel suo aspetto originale nel 1991-1992 dopo alcuni infelici tentativi di rinnovarla e riprogettarla. L'edificio divenne sede dell'Deutsches Polen-Institut nel 1996.

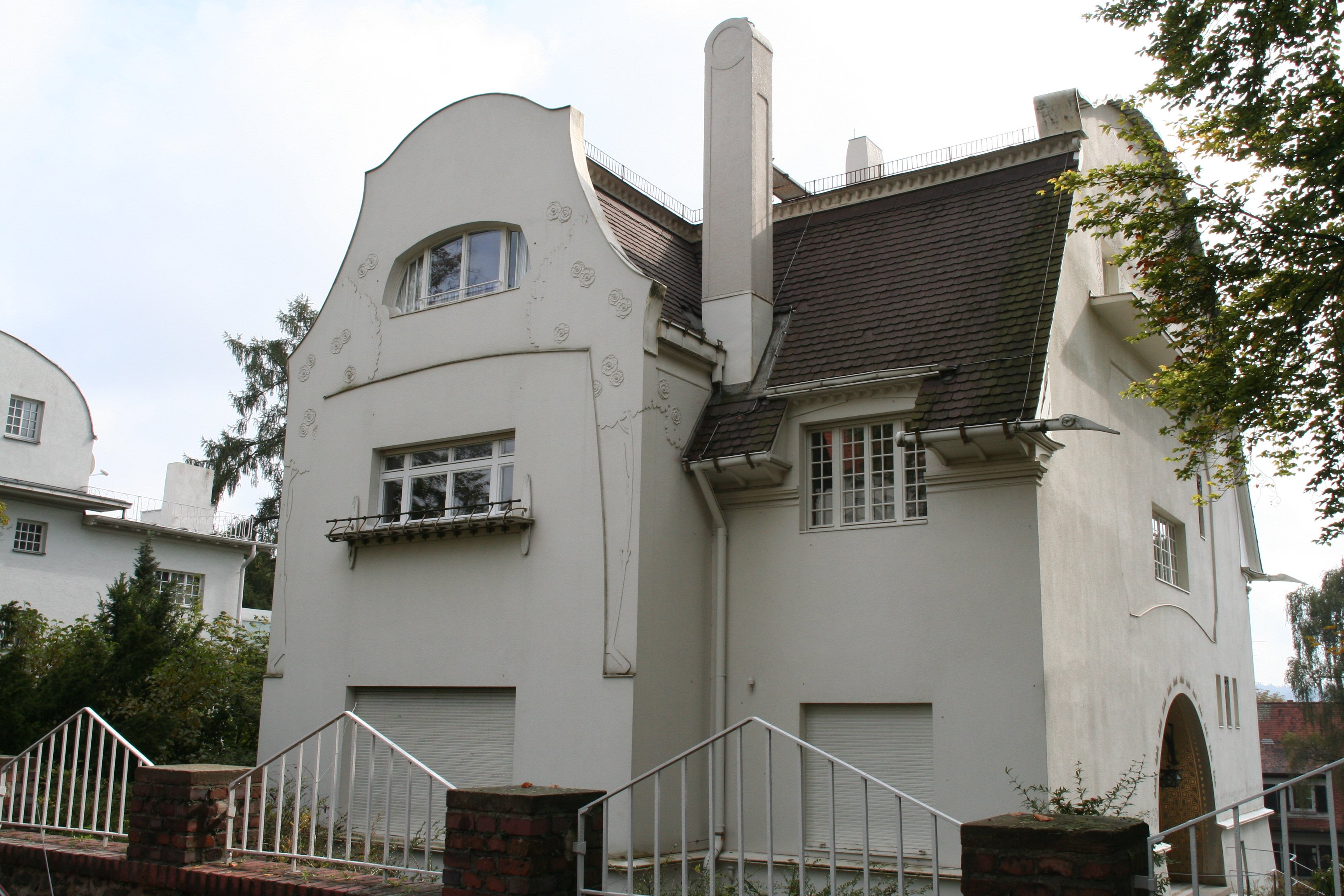
La grande casa Glückert

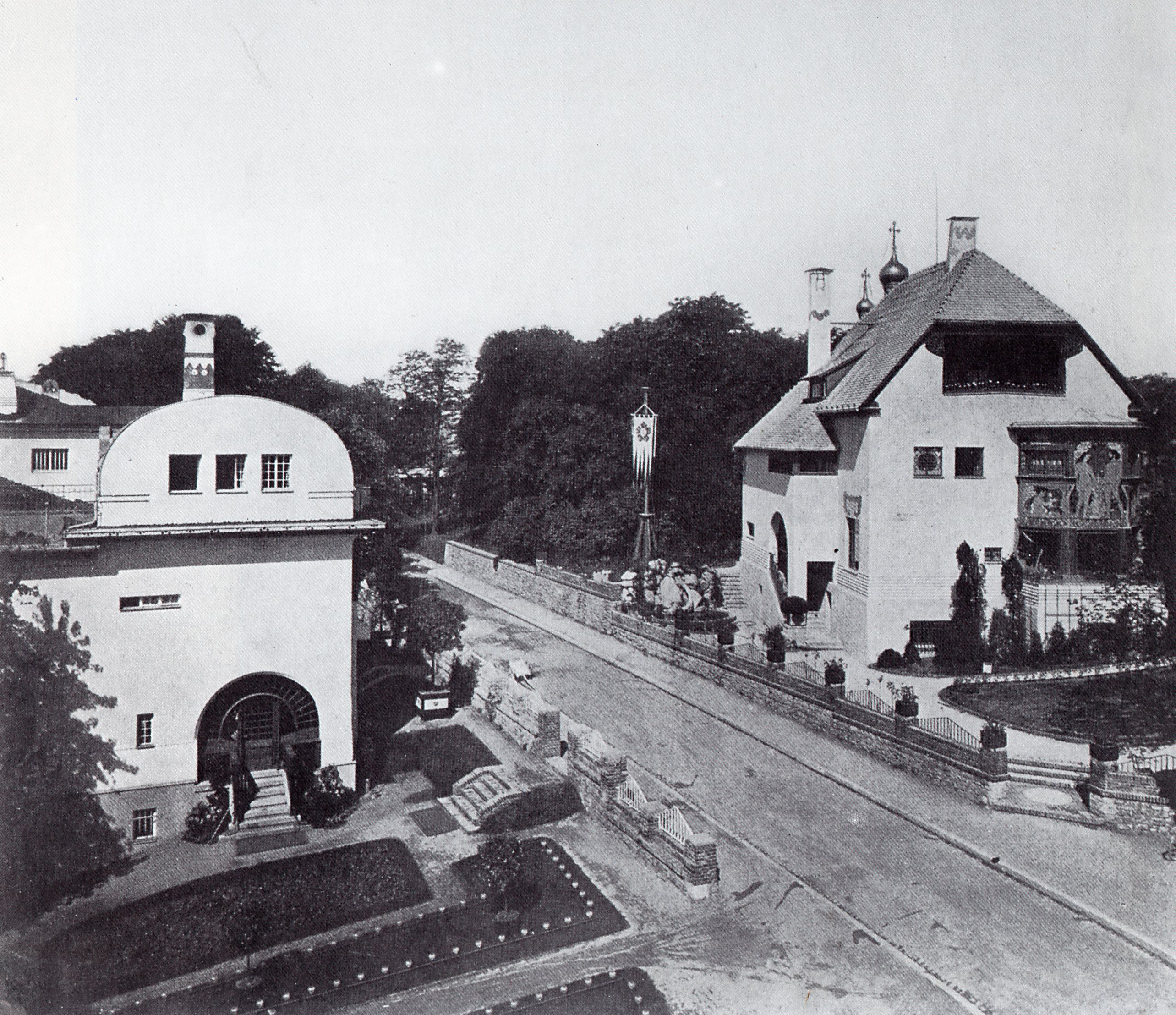
La piccola casa Glückert

#### La grande casa Glückert
Joseph Maria Olbrich fu il progettista anche di una casa per Julius Glückert. Julius Glückert era un fabbricante di mobili ed un importante sostenitore della colonia degli artisti. Aveva previsto di vendere la casa non appena ultimata, ma poco dopo la fine lavori decise di trasformarla in un'esposizione permanente della sua produzione industriale. La casa fu parzialmente distrutta nella Seconda guerra mondiale, poi ricostruita e alla fine restaurata negli anni 1980. Oggi è utilizzata dalla Deutsche Akademie für Sprache und Dichtung.

#### La piccola casa Glückert (casa di Rudolf Bosselt)
È un altro progetto di Joseph Maria Olbrich. Le sculture sulla facciata sono opera di Rudolf Bosselt. Patriz Huber curò invece l'arredamento. Bosselt iniziò a lavorare sulla casa, ma non poteva far fronte ai costi della sua costruzione. Subentrò allora Glückert e saldò le spese per terminarla. Il suo aspetto attuale si discosta poco dalla forma originale.

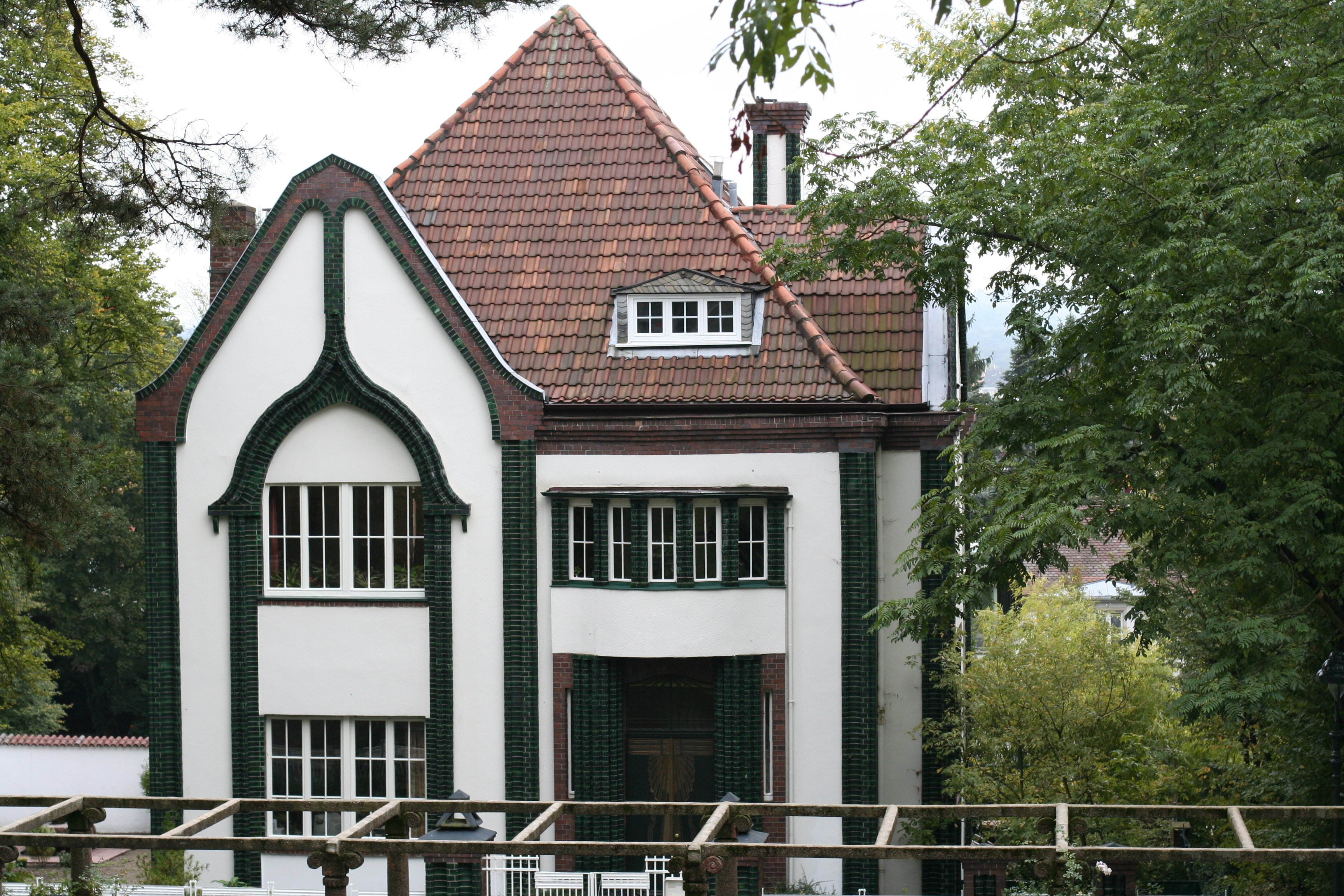
Casa di Peter Behrens

#### Casa di Peter Behrens
Peter Behrens era un architetto autodidatta. Il progetto per casa sua e per il relativo arredamento rappresentava il debutto in tale arte. Il fatto che lo stesso architetto avesse curato gli esterni e gli interni conferì all'abitazione una spiccata coerenza. Era comunque anche la casa singola più costosa dell'esposizione, per una spesa totale di 200 000 marchi. Behrens non ci abitò mai, scegliendo piuttosto di venderla poco dopo la mostra. Subì gravi danni nella Seconda guerra mondiale, ma almeno l'esterno è stato in gran parte riportato allo stato originale. Alcuni oggetti e pezzi di mobilio sembrano essere stati trasferiti dalla casa in un'epoca precedente ai bombardamenti e così sono stati preservati.

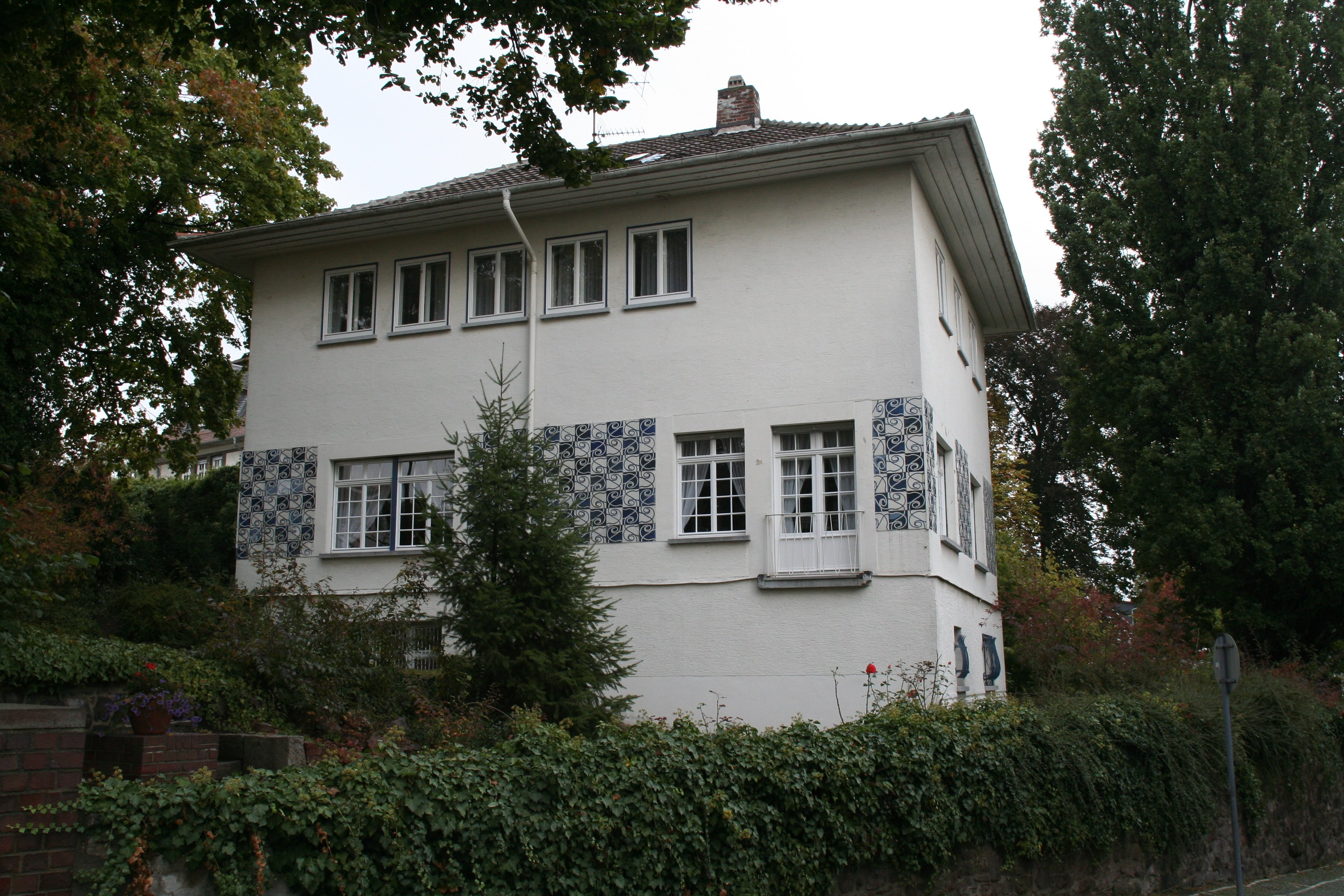
Casa di Joseph Maria Olbrich

#### Casa di Joseph Maria Olbrich
La casa che Olbrich realizzò per sé era relativamente economica (75 000 marchi). L'edificio aveva un tetto a padiglione che si estendeva fin quasi a terra sul lato nord. Lo stesso Olbrich aveva progettato tutti gli interni. La casa fu gravemente danneggiata nella Seconda guerra mondiale. Fu ricostruita nel 1950-1951, però tutto ciò che stava sopra al pian terreno fu completamente cambiato. Fu usato dal Deutsches Polen-Institut a partire dal 1980.

#### Casa di Ludwig Habich
Joseph Maria Olbrich fu ancora l'architetto della casa di Ludwig Habich, dove lo scultore abitava e teneva il suo atelier. Patriz Huber ne curò gli interni. La costruzione è notevole per il suo tetto piatto e la geometria solida con decorazione spartana. Seriamente danneggiata durante la guerra, fu ricostruita nel 1951 con alcune modifiche nei dettagli ma nel sostanziale rispetto dei progetti originali.

#### Casa di Hans Christiansen
La casa Christiansen fu progettata da Olbrich secondo i desideri del pittore Hans Christiansen. La facciata era dominata da grandi campiture di colore, ma all'epoca la decorazione era anche figurativa. Fu dipinta da Christiansen e offriva ampio materiale di discussione. L'artista vi abitò con la famiglia per qualche tempo, sebbene Christiansen lavorasse soprattutto fuori Darmstadt negli anni successivi. L'edificio fu completamente distrutto nella Seconda guerra mondiale e non venne ricostruito. Nell'area dove sorgeva è rimasto un vuoto, che in qualche modo offende l'originaria simmetria del luogo.

#### Casa di Georg Keller
Questa casa, nota come “Beaulieu” fu eretta per il benestante Georg Keller secondo progetti stilati da Joseph Maria Olbrich. Dopo la distruzione per eventi bellici, fu rifatta in modo del tutto differente.

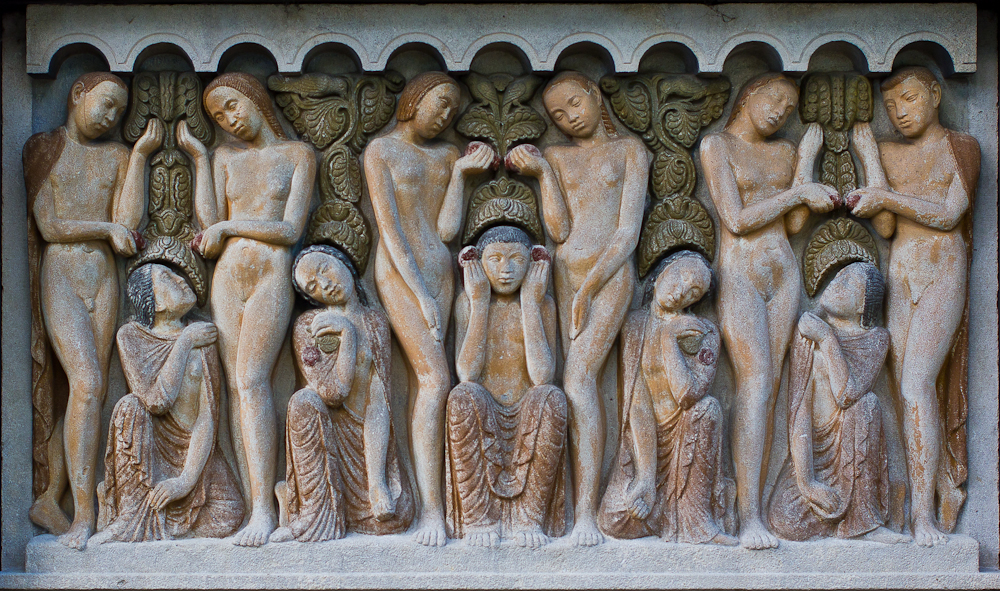
Bassorilievo La primavera di Bernhard Hoetger, posto nel "boschetto di platani" della Mathildenhöhe.

## Seconda esposizione 1904
La seconda esposizione si appoggiava quasi solo a costruzioni temporanee, visto il fallimentare bilancio finanziario della prima edizione. Ai superstiti membri fondatori Olbrich e Habich questa volta si erano affiancati tre nuovi colleghi: Johann Vincenz Cissarz, Daniel Greiner e Paul Haustein.

### Gruppo di tre case
Le tre case collegate all'angolo tra Striftstraße e Prinz-Christians-Weg furono costruite nel 1904 secondo i progetti di Joseph Maria Olbrich. La casa d'angolo (con strisce di pilastro fatte di mattoni) e la "Casa blu" (il piano terra è coperto di mattonelle verniciate di blu) furono erette per essere vendute, mentre la "Casa grigia", nota anche come "Casa del predicatore", (che è rivestita in ruvido gesso scuro) fu progettata per il predicatore di corte. Olbrich progettò l'arredamento della Casa grigia; Paul Haustein e Johann Vincenz Cissarz decorarono gli interni della Casa blu ed alcune stanze della casa d'angolo. Le tre case miravano ad esemplificare le possibili soluzioni abitative per le classi medie. Riportarono ingenti danni nella Seconda guerra mondiale. La Casa grigia lasciò il posto ad una nuova costruzione, mentre le altre due furono ricostruite con alterazioni radicali.

## Terza esposizione (esposizione regionale dell'Assia) 1908
La terza esposizione, che fu aperta agli artisti e agli artigiani dell'Assia, era incentrata sua una colonia di piccole residenze, per dimostrare che le moderne forme abitative erano accessibili con mezzi finanziari limitati. Il tema dell'esposizione era l'arte libera ed applicata. Oltre ad Olbrich, la colonia ospitava anche Albin Müller, Jakob Julius Scharvogel, Joseph Emil Schneckendorf, Ernst Riegel, Friedrich Wilhelm Kleukens e Heinrich Jobst in quell'epoca.

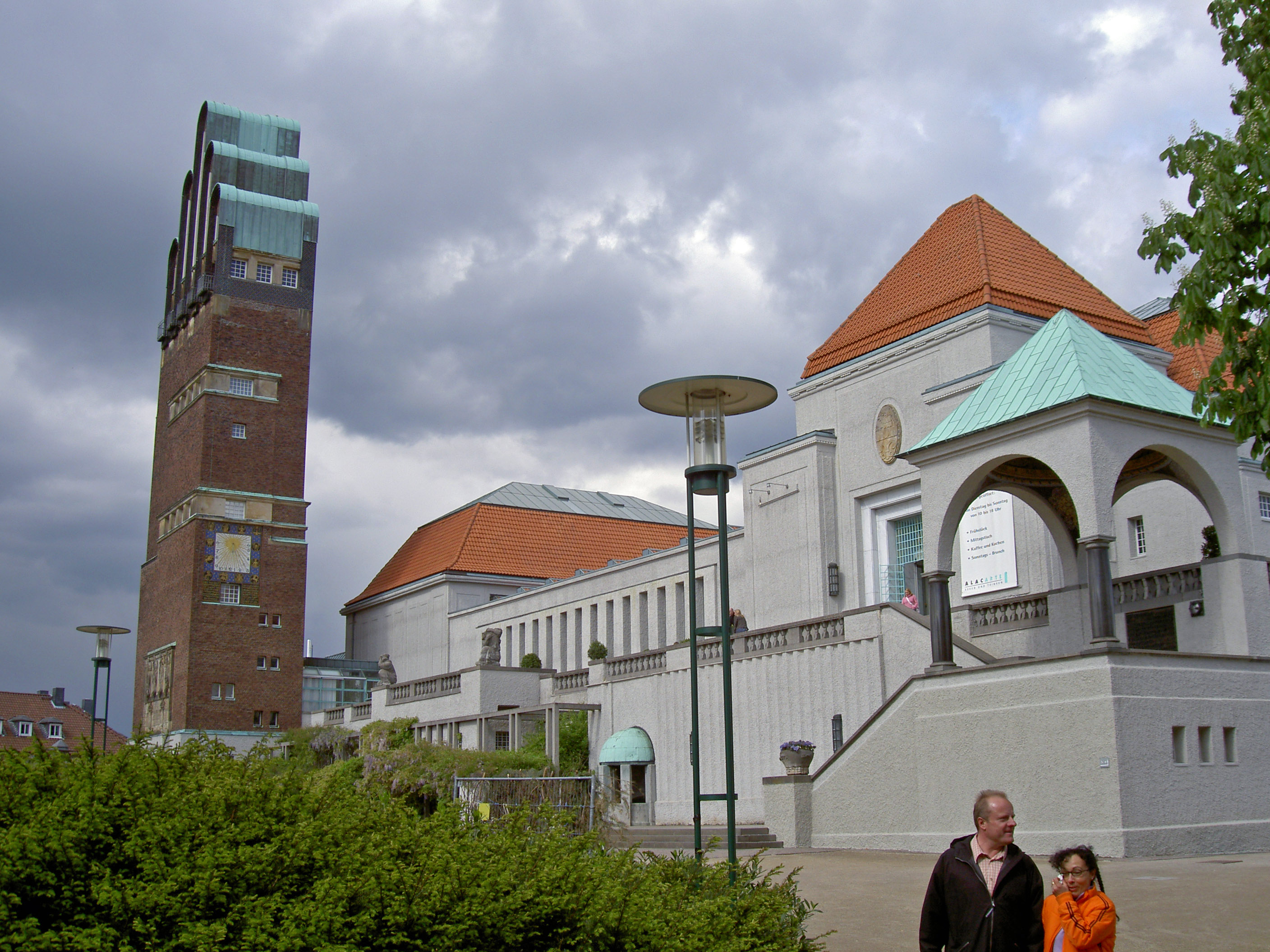
Palazzo dell'esposizione

### Palazzo dell'esposizione
Joseph Maria Olbrich progettò la Hochzeitsturm ("Torre del matrimonio") ed il limitrofo Palazzo dell'esposizione che fu aperto nel 1908 come luogo d'incontro per i membri della colonia di artisti per esporre le loro opere. L'edificio poggia su una preesistente cisterna, pertinenza dell'acquedotto di Darmstadt, che in origine era semplicemente chiuso con la terra.

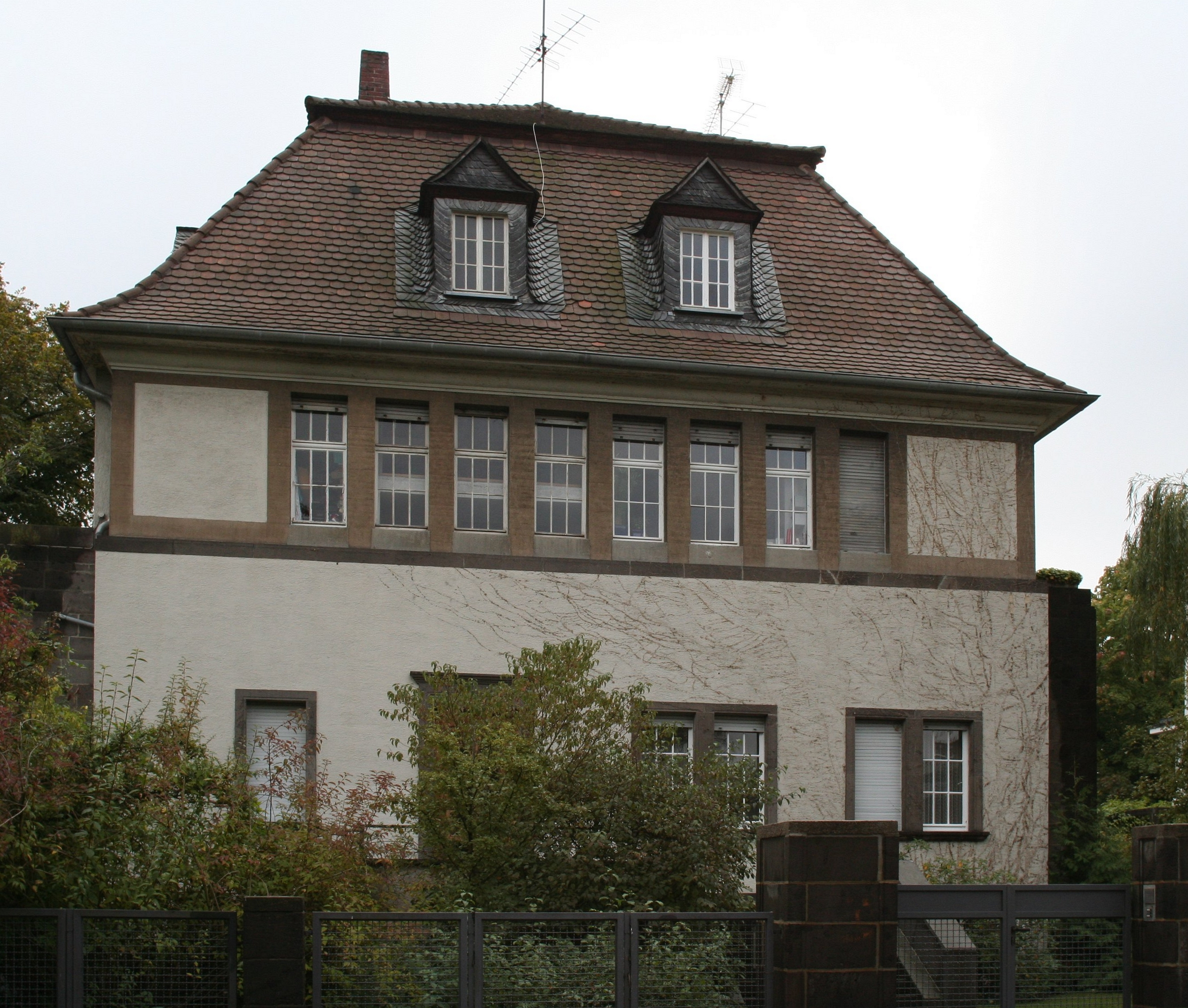
Casa dell'esposizione dell'Alta Assia

### Casa dell'esposizione dell'Alta Assia
La casa fu progettata da Olbrich come luogo d'incontro per prodotti industriali e commerciali dell'Alta Assia (Oberhessen) ed ampiamente decorata dallo stesso artista. Oggi l'immobile è utilizzato dall'Institut für Neue Musik und Musikerziehung ("Istituto per la nuova musica ed educazione musicale").

### Casa di Conrad Sutter
L'architetto Conrad Sutter fu progettista e costruttore di questa casa, curandone pure gli arredi. L'edificio fu inserito nella mostra contro il parere della giuria, e sotto la responsabilità di Sutter.

### Casa di Wagner-Gewin
L'architetto Johann Christoph Gewin tracciò i progetti di questa casa per il costruttore Wagner. Fu distrutta durante la guerra.

### La colonia di piccola residenza
La colonia di piccola residenza fu eretta sul declivio orientale della Mathildenhöhe come esempio di soluzione abitativa per le classi meno abbienti. Consisteva di una casa bifamiliare, due case semi-autonome e tre case singole. Le case-modello furono mostrate collettivamente dalla Ernst-Ludwig-Verein ("Società Ernesto Luigi") e dalla Hessischer Zentralverein zur Errichtung billiger Wohnungen ("Società centrale dell'Assia per la costruzione di appartamenti più economici"). I requisiti imposti alle case erano: avere almeno tre stanze abitabili, essere fatte con materiali edilizi locali e non costare più di 4 000 marchi per una casa singola o 7 200 marchi se bifamiliari. Inoltre, fu richiesto a tre architetti di progettare arredamenti che costassero meno di 1 000 marchi per abitazione.

#### Casa dei lavoratori Opel
Olbrich fu incaricato dall'impresa Opel di Rüsselsheim di progettare una casa singola completa di progetto per l'arredamento, nell'ambito della colonia di piccola residenza. Invece di una cucina-soggiorno, che era comune all'epoca, al piano terra c'erano un cucinino ed un ampio soggiorno. Al piano superiore si trovano due spaziose camere da letto ed un bagno.

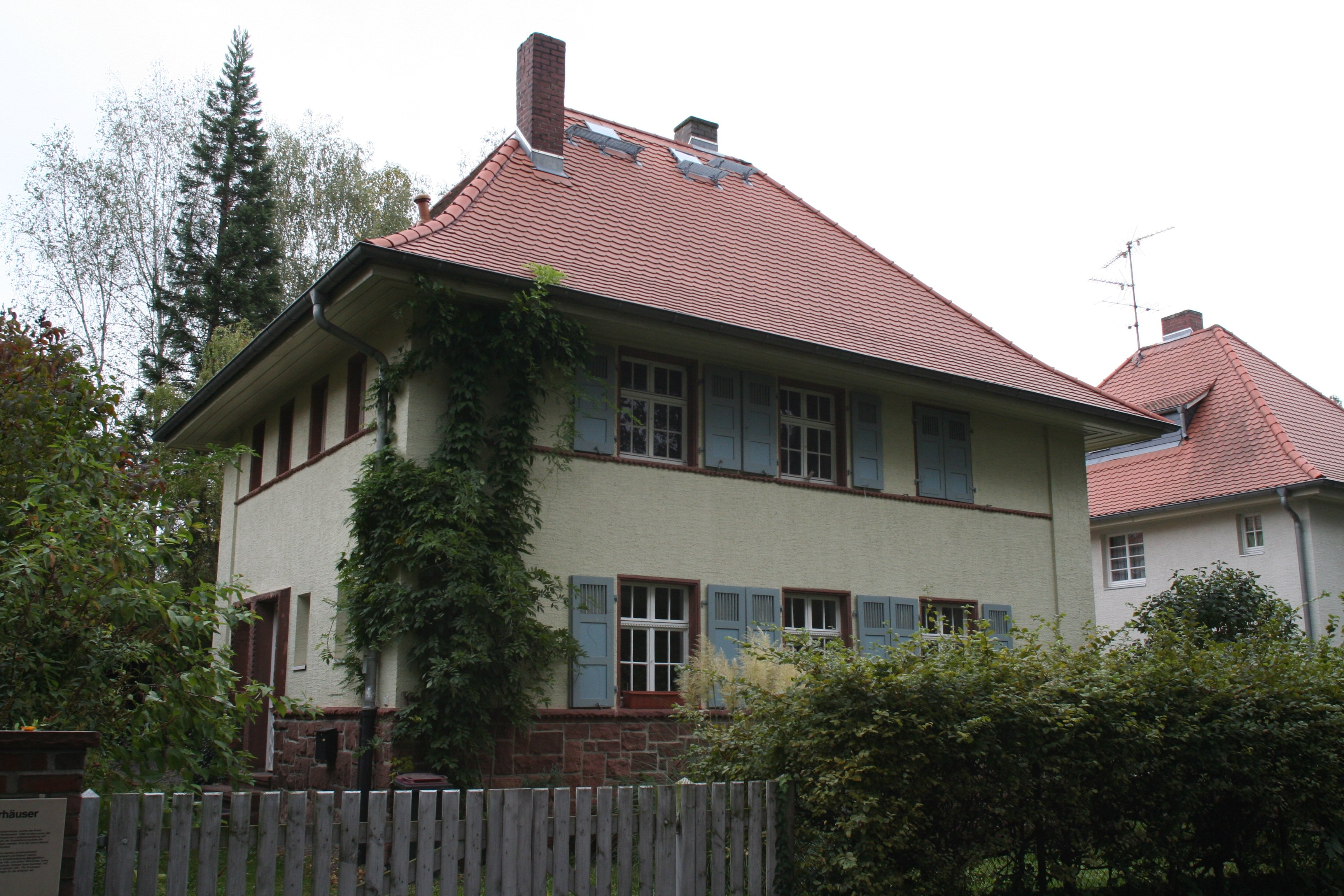
Casa di lavoratori, opera di Metzendorf

#### Case di lavoratori, Erbacher Straße 138-142
Le tre case di Mahr, Metzendorf e Wienkoop furono demolite dopo l'esposizione del 1908 e trasferite nell'attuale Erbacher Straße su richiesta della limitrofa fattoria lattiera ducale.

## Quarta esposizione 1914
Il fulcro speciale della quarta esposizione fu la casa da affitto, per la quale Albin Müller eresse un gruppo di otto costruzioni a tre piani con appartamenti da affittare sul versante nord della Mathildenhöhe. In tre case c'erano anche esempi di arredamento progettato da diversi membri della colonia. L'ala posteriore di questo gruppo era un atelier di cinque piani. Questa schiera di appartamenti da affittare fu distrutta nella Seconda guerra mondiale, ma l'atelier con la sua facciata meridionale a strisce brune sopravvisse. Il boschetto di sicomoro e la porta con leone (ora la porta d'entrata al giardino Rosenhöhe) si possono tuttora ammirare. A quell'epoca facevano parte della colonia Heinrich Jobst, Friedrich Wilhelm Kleukens, Albin Müller, Fritz Osswald, Emanuel Josef Margold, Edmund Körner e Bernhard Hoetger.

## Sviluppi dei dintorni
Gli architetti locali di Darmstadt non parteciparono alla prima esposizione della Mathildenhöhe. I tradizionalisti Alfred Messel (residenza per il direttore del museo Paul Ostermann von Roth), Georg Metzendorf (residenza per Georg Kaiser), Heinrich Metzendorf (residenza per Hofrat Otto Stockhausen) e Friedrich Pützer (da ricordare quanto meno per la sua stessa residenza, quella allestita per il dr. Mühlberger e la bifamiliare per il Finanzrat Dr. Becker ed il Finanzrat Bornscheuer) poterono comunque mostrare i loro concetti ai margini della colonia di artisti. Il terreno della mostra fu circondato da una siepe solo per la durata della mostra stessa. Le case della colonia di artisti e quelle degli altri architetti finirono così per risultare reciprocamente adiacenti nello sviluppo dell'area.

## La nuova colonia degli artisti inRosenhöhe
Il comune di Darmstadt istituì una nuova colonia di artisti negli anni 1960. Fra il 1965 ed il 1967 furono eretti sette atelier e abitazioni secondo i progetti di Rolf Prange, Rudolf Kramer, Bert Seidel, Heribert Hausmann e Reinhold Kargel. Lo scrittore Heinrich Schirmbeck, il poeta Karl Krolow, lo storico dell'arte Hans Maria Wingler e lo scultore Wilhelm Loth sono (o sono stati) tra gli abitanti di questa colonia.